# Juan José Echenique
Juan José Echenique Bascuñán (1795 - 1883) fue un político chileno.

## Biografía
Nació en diciembre de 1795, hijo de Miguel Echenique Lecaros y de Carmen Bascuñán Ovalle. Casado en primeras nupcias con Rosario Yaneti Mujica y por segundas con Jesús Mujica Echaurren, con 1 hijo.
Fue intendente de la provincia de Colchagua el 10 de octubre de 1849.
Diputado por Pichidegua, Asamblea Provincial de Colchagua 1826-1828 (Asambleas Provinciales de 1826); San Fernando, Asamblea Provincial de Colchagua 1829; San Fernando 1840-1843; 1852-1855; 1855-1858; 1858-1861; 1861-1864. Senador por Colchagua 1876-1882.
Falleció el 16 de mayo de 1883.